# Ґалерас
Ґалерас (ісп. Galeras, місцева індіанська назва: Urcunina) — комплексний вулкан, розташований в колумбійському департаменті Нариньйо, неподалік від його столиці — міста Пасто. Його вершина досягає висоти 4276 м над рівнем моря. Вулкан вивергався багато разів з часів конкісти, перше зареєстроване виверження відбулося 7 грудня 1580 року. Виверження 1993 року привело до загибелі 9 чоловік, зокрема 6 вулканологів, що спустилися у кратер для збору газів. Зараз вулкан зберігає майже постійну активність і є найактивнішим вулканом в Колумбії.